# 紀元前171年
紀元前171年（きげんぜん171ねん）は、ローマ暦の年である。

## 他の紀年法
- 干支 : 庚午
- 日本
  - 孝元天皇44年
  - 皇紀490年
- 中国
  - 前漢 : 文帝9年
- 朝鮮
  - 檀紀2163年
- 仏滅紀元 : 374年
- ユダヤ暦 : 3590年 - 3591年

## できごと

### ギリシャ
- イピロスはローマ帝国との戦いの後期でマケドニア王国に加勢した。しかし、ギリシャ同盟は中立を維持した。
- ペルガモン王国のエウメネス2世のおかげで、ローマ帝国はマケドニア王国に宣戦布告し、テッサリアに軍隊を送って第三次マケドニア戦争が開戦した。カリキヌスの戦いで、ペルセウスに率いられたマケドニア軍は、プブリウス・リキニウス・クラッススに率いられたローマ軍を破った。

### ローマ
- イタリア外の初めてのローマ帝国の植民地がヒスパニア南のカルテイアに建設された。
- ルキウス・ポストゥミウス・アルビヌスがヌミディアとカルタゴへの外交官としてローマ帝国より派遣され、マケドニア王国との戦争への加勢を求めた。

### パルティア
- ミトラダテス1世が兄のフラーテス1世からポントスの王座を引き継いだ。

## 死去
- フラーテス1世、ポントス王